# 21 Comae Berenices
Désignations
21 Comae Berenices (en abrégé 21 Com) est une étoile binaire de la constellation boréale de la Chevelure de Bérénice, et membre de l'amas d'étoiles de la Chevelure de Bérénice (Melotte 111). Elle est visible à l'œil nu sous un bon ciel de campagne avec une magnitude apparente moyenne de 5,44. Les mesures de parallaxe réalisées durant la mission Gaia nous indiquent que l'étoile est située à une distance de 272 ± 3 a.l. (∼ 83,4 pc) de la Terre.
Certains codex anciens suggèrent que l'étoile avait reçu le titre de Kissīn, une espèce de lierre, de liseron ou de rosier des haies grimpeur.

## Propriétés physiques
21 Com est une étoile binaire spectroscopique à raies doubles, dont le compagnon, de nature inconnue, orbite autour de l'étoile primaire selon une période de 18,81 jours et avec une excentricité de 0,19,. La composante visible de ce système est une étoile chimiquement particulière Ap, de type spectral A2Vp ou A3IIIpSrCr. C'est un type d'étoile dont le spectre montre une surabondance dans certains éléments — le strontium et le chrome dans le cas de 21 Com — et dont le champ magnétique est particulièrement intense ; ainsi, la valeur médiane du champ magnétique de 21 Com est de 537,5 G.
La masse du système est de 2,39 M☉, et le rayon de l'étoile primaire est de 3 R☉. Sa luminosité vaut environ 51 fois celle du Soleil, et l'étoile rayonne à une température de surface de 8 750 K. Elle tourne sur elle-même à une vitesse de 75 km/s. 21 Com est âgée d'environ 500 millions d'années.

### Variabilité

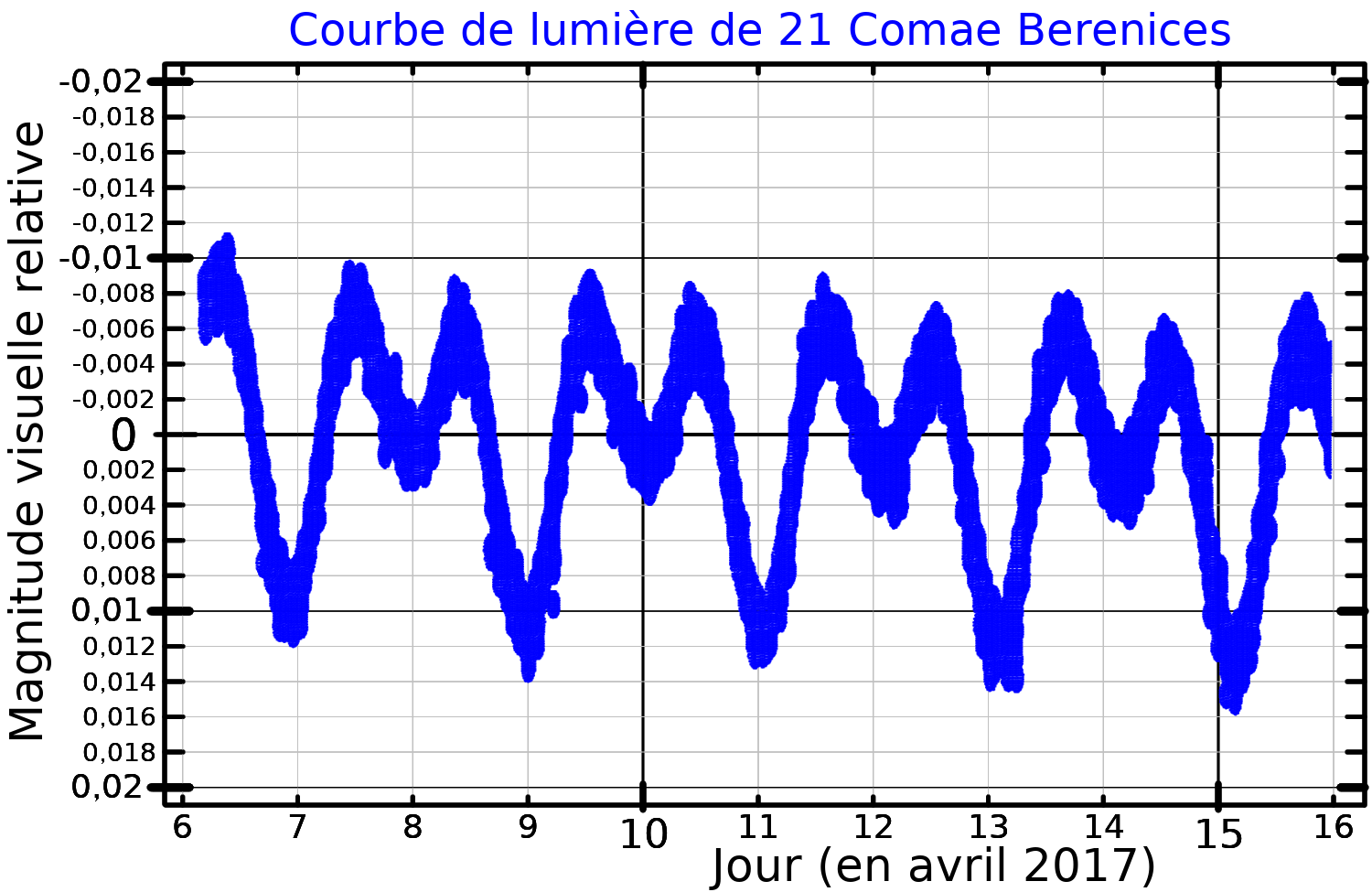
Courbe de lumière de 21 Comae Berenices, adaptée de Paunzen et al., (2019)

21 Com est cataloguée à la fois comme une étoile variable de type α2 CVn et une étoile variable de type δ Sct, sa magnitude variant entre +5,41 et +5,46 ; elle possède donc la désignation d'étoile variable UU Com. Il semble exister une période dominante de 2,195 3 jours, avec des variations secondaires chaque 1,0256 et 0,9178 jours, bien qu'il existe des désaccords importants en fonction des observateurs. L'existence pour 21 Com de pulsations typiques des étoiles de type δ Scuti est de plus considérée comme ambigüe selon Liakos & Niarchos (2017).